# Sant'Angelo Muxaro
Sant'Angelo Muxaro é uma comuna italiana da região da Sicília, província de Agrigento, com cerca de 1.730 habitantes. Estende-se por uma área de 64 km², tendo uma densidade populacional de 27 hab/km². Faz fronteira com Agrigento, Alessandria della Rocca, Aragona, Casteltermini, Cattolica Eraclea, Cianciana, Raffadali, San Biagio Platani, Santa Elisabetta.

## Demografia
| Variação demográfica do município entre 1861 e 2011                               |
|                                                                                   |
| Fonte: Istituto Nazionale di Statistica (ISTAT) - Elaboração gráfica da Wikipedia |